# NGC 2639
NGC 2655 är en spiralgalax i stjärnbilden Stora björnen. Den upptäcktes år 1788 av William Herschel.